# Одеса-Поїзна
Одéса-Поїзнá — пасажирський зупинний пункт Одеського вузла Одеської залізниці. Розташований на вулиці Косівська у Хаджибейському районі міста Одеса на ділянці ліній Одеса-Головна — Колосівка, Одеса-Головна — Роздільна I, Одеса-Головна — Білгород-Дністровський. Знаходиться на відстані 4 км від станції Одеса-Головна, неподалік сходження ліній з боку станцій Одеса-Застава I (5 км), Одеса-Застава II (2 км) та зупинного пункту Житомирська.
Відкрито у 1905 року, електрифіковано у складі лінії Одеса-Головна — Одеса-Сортувальна у 1972 році.
На зупинному пункті зупиняються більше 40 приміських електропоїздів у чотирьох напрямках від Одеси-Головної.
Поруч із зупинним пунктом розташована товарна станція, яку іноді називають «Одеса-Товарна».